# Israel i olympiska vinterspelen 2018
Israel deltog i de olympiska vinterspelen 2018 i Pyeongchang, Sydkorea, med en trupp på tio atleter (sju män, tre kvinnor) fördelat på fyra sporter.
Vid invigningsceremonin bars Israels flagga av konståkaren Alexei Bychenko.